# Transporter śmierci
Transporter śmierci (ros. Конвейер смерти, Konwiejer smierti) – radziecki film dramatyczny z 1933 roku w reżyserii Iwana Pyrjewa.

## Obsada
- Ada Wójcik jako Luiza
- Tamara Makarowa jako Anna
- Wieronika Połonska jako Eleonora
- Michaił Astangow jako książę Sumbatow
- Władimir Szachowskoj jako Dick
- Piotr Sawin jako Christie
- Michaił Bołduman jako Kurt
- Władimir Czerniawski jako August Kron
- Iwan Bobrow jako Maks
- Aleksandr Czistiakow jako Kaszewski
- Maksim Sztrauch
- Tatjana Baryszewa
- Iwan Pieriewierziew